# Zephyr Glacier
Zephyr Glacier är en glaciär i Antarktis. Den ligger i Västantarktis. Argentina, Chile och Storbritannien gör anspråk på området. Zephyr Glacier ligger 560 meter över havet.
Terrängen runt Zephyr Glacier är huvudsakligen kuperad, men den allra närmaste omgivningen är platt. Zephyr Glacier ligger uppe på en höjd. Trakten är obefolkad. Det finns inga samhällen i närheten.